# Матсима, Крислен
Крисле́н Ири́с Оре́ль Матсима́ (фр. Chrislain Iris Aurel Matsima; родился 15 мая 2002, Нантер) — французский футболист, защитник клуба «Монако», выступающий на правах аренды за клуб «Аугсбург». 1 июля 2025 года присоединится к клубу на постоянной основе.

## Клубная карьера
Уроженец Нантера, О-де-Сен, Крислен выступал за молодёжные команды клубов «Нантер», «Гарен-Коломб» и «Расинг». В июле 2017 года присоединился к футбольной академии «Монако». 27 сентября 2020 года дебютировал в основном составе «Монако» в матче французской Лиги 1 против «Страсбура», выйдя на замену Виссаму Бен Йеддеру.

## Карьера в сборной
Выступал за сборные Франции до 16, до 17 и до 18 лет. В составе олимпийской сборной Франции стал серебряным призером Игр в Париже.